# بندسلم
بندسلم (به انگلیسی: Bandslam) نام یک فیلم کمدی رمانتیک محصول ۲۰۰۹ کشور آمریکا است. نام فیلم برگرفته از یک مسابقه موسیقی به نام بندسلم است که هرساله در آستین، تگزاس برگزار می‌شود و در آن گروه‌های جوان موسیقی به رقابت می‌پردازند. فیلم بعد از انتشار نتوانست موفقیت چشمگیری حاصل نماید. فیلم نهایتاً توانست به فروش ۱۲٫۲ میلیون دلاری دست یابد که ۵٫۲ میلیون دلار آن حاصل فروش در آمریکا و باقی نیز از اکران در سایر کشورها بدست آمده‌است. نسخه نمایش خانگی فیلم نیز نخستین بار در ۷ دسامبر ۲۰۰۹ در انگلستان منتشر شد.
تاد گرف در سال ۲۰۰۷ اقدام به بازنویسی فیلم‌نامه این فیلم گرفت و سامیت اینترتیمنت و والدن مدیا در پایان سال ۲۰۰۸ تصمیم به ساخت مشترک این اثر گرفتند.
موسیقی‌های نواخته شده بجز در مورد ونسا هاجنز، اسکات پارتر و لیزا چانگ توسط خود بازیگران به اجرا درآمد.